# Iławka (dopływ Drwęcy)
Iławka – rzeka, prawostronny dopływ Drwęcy o długości 46,31 km. Wypływa z jeziora Jeziorak na terenie Iławy, przepływa przez Jezioro Iławskie.

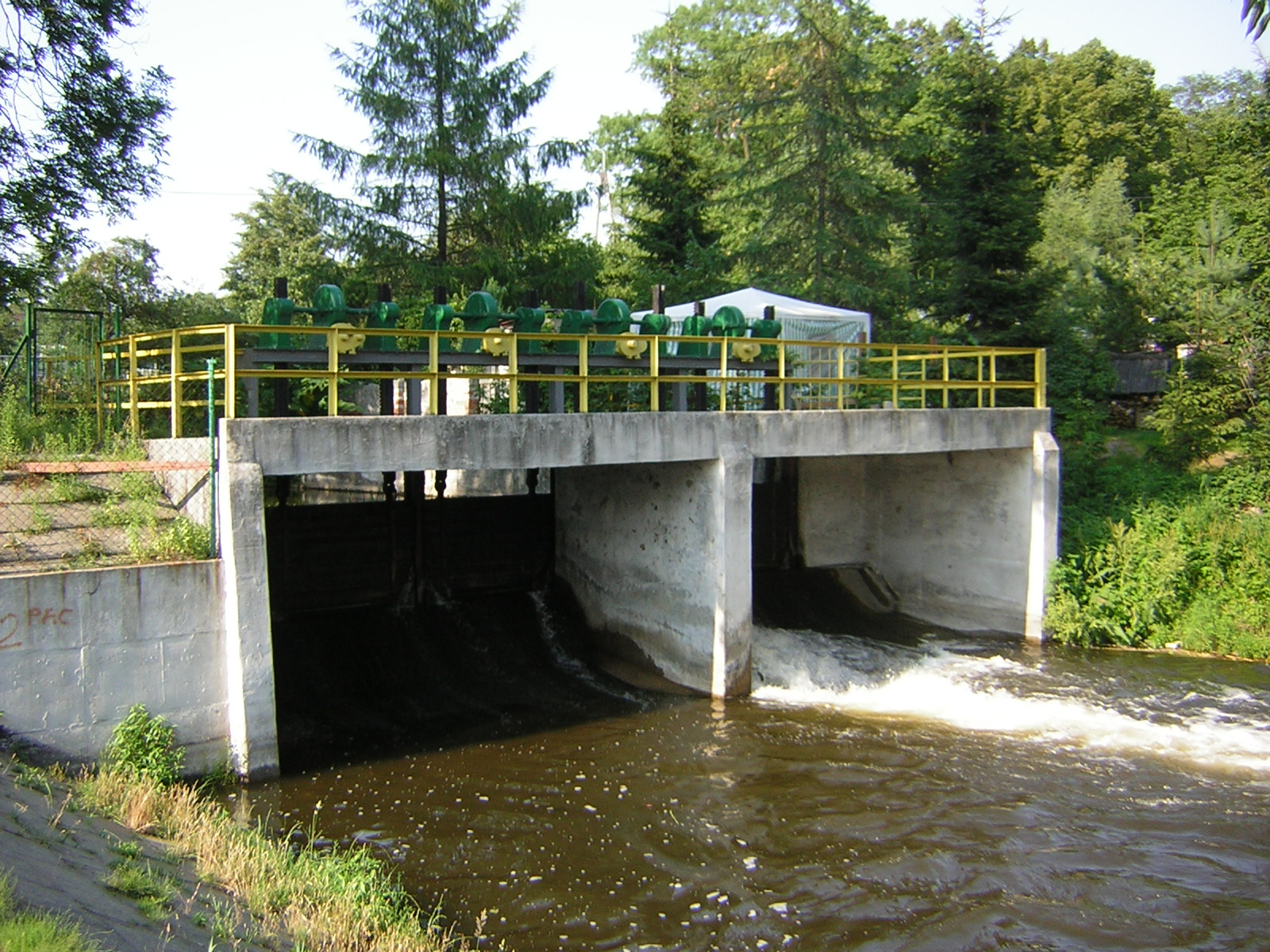
Zabytkowy jaz piętrzący na Iławce w Iławie. (objęty ochroną konserwatorską 1 VIII